# Дрібномох
Дрібномох (Microbryum) — рід мохів, що належать до родини Pottiaceae.
Вперше цей рід був описаний Вільгельмом Філіпом Шимпером.
Рід має космополітичне поширення.
Рід містить 16 видів.